# Bataille de North Point
Guerre anglo-américaine de 1812
La bataille de North Point est un affrontement de la guerre anglo-américaine de 1812 qui eut lieu le 12 septembre 1814 à North Point, près de Baltimore, dans le Maryland.
À l'aube du 12 septembre, environ 5 000 Britanniques sous les ordres du major-général Robert Ross débarquèrent à l'extrémité de la péninsule et entamèrent leur marche vers Baltimore. Une force d'environ 3 000 miliciens du Maryland commandés par le brigadier-général John Stricker (en) lancèrent une attaque sur les forces britanniques avant de se retirer.
Bien que la bataille soit techniquement une victoire britannique, ils subirent de lourdes pertes, dont le major-général Ross qui fut mortellement blessé dans une escarmouche juste avant la bataille, et renoncèrent à attaquer Baltimore à la vue des défenses américaines.